# 빈스프라우트
빈스프라우트는 대한민국의 음악 그룹이다. 2022년 싱글 [멎었네]로 데뷔했다.

## 방송
- 락쿵 (2022) - Top47

## 음반
- 멎었네 (2022)
- 그냥 (2023)
- 허밍 (2023)
- It's a Beautiful (2024)
- 날씨가 좋아서 (2024)
- 잠깐만 (2024)